# Deux-Montagnes (municipalité régionale de comté)
Pour les articles homonymes, voir Deux-Montagnes (homonymie).
Deux-Montagnes est une municipalité régionale de comté (MRC) du Québec (Canada) située dans la région administrative des Laurentides. Son chef-lieu et plus grande ville est Saint-Eustache.

## Géographie
La MRC de Deux-Montagnes est située sur la rive gauche du lac des Deux Montagnes, entre la rivière des Outaouais et la rivière des Mille Îles. Elle s'insère entre la MRC d'Argenteuil à l'ouest, la ville de Mirabel au nord et la MRC de Thérèse-De Blainville au nord-est. Sur l'autre rive du lac se trouve la MRC de Vaudreuil-Soulanges dans la région de la Montérégie de même que l'agglomération de Montréal alors que la ville de Laval se trouve sur la rive opposée de la rivière des Mille Îles,. La MRC de Deux-Montagnes fait partie des basses-terres du Saint-Laurent. Les collines d'Oka, qui font partie des collines Montérégiennes, ponctuent le relief de la MRC. Bien que le territoire de l'établissement indien de Kanesatake soit imbriqué dans celui-ci de la MRC, il n'en fait pas juridiquement partie, dû à son statut de territoire relevant du gouvernement fédéral.  

### Entités territoriales
La MRC est constituée de sept municipalités locales.
| Nom                      | Statut       | Population 2021 | Superficie (km2) | Densité (h/km2) | Ref. |
| ------------------------ | ------------ | --------------- | ---------------- | --------------- | ---- |
| Deux-Montagnes           | Ville        | 17 915          | 7,3              | 2 454,11        |      |
| Oka                      | Municipalité | 3 968           | 85,9             | 46,19           |      |
| Pointe-Calumet           | Municipalité | 6 281           | 11,6             | 541,47          |      |
| Saint-Eustache           | Ville        | 45 276          | 72,6             | 623,64          |      |
| Saint-Joseph-du-Lac      | Municipalité | 7 031           | 41,8             | 168,21          |      |
| Saint-Placide            | Municipalité | 1 784           | 62,1             | 28,73           |      |
| Sainte-Marthe-sur-le-Lac | Ville        | 19 797          | 12,8             | 1 546,64        |      |
| Total                    | Total        | 102 052         | 294,1            | 347             |      |

## Démographie
Lors du recensement du Canada de 2011, la MRC compte 95 670 habitants et une densité de population de 393,1 hab./km2. La croissance de population est de 9,6 % entre 2006 et 2011.
| 1986   | 1991   | 1996   | 2001   | 2006   | 2011   | 2016   | 2021    |
| ------ | ------ | ------ | ------ | ------ | ------ | ------ | ------- |
| 59 321 | 71 218 | 78 960 | 81 417 | 87 249 | 95 670 | 98 203 | 102 052 |

## Administration
| Période                                  | Période  | Identité             | Étiquette                            | Qualité |
| ---------------------------------------- | -------- | -------------------- | ------------------------------------ | ------- |
| 1983                                     | 1990     | Guy Bélisle          | Maire de Saint-Eustache              |         |
| 1990                                     | 1993     | Jean Ouellette       | Maire d'Oka                          |         |
| 1993                                     | 1997     | Jean Prévost         | Maire de Saint-Eustache              |         |
| 1997                                     | 1998     | Yvan Patry           | Maire d'Oka                          |         |
| 1997                                     | 2005     | Pierre-Benoît Forget | Maire de Deux-Montagnes              |         |
| 2005                                     | 2009     | Yvan Patry           | Maire d'Oka                          |         |
| 2009                                     | 2013     | Marc Lauzon          | Maire de Deux-Montagnes              |         |
| 2013                                     | 2017     | Sonia Paulus         | Mairesse de Sainte-Marthe-sur-le-Lac |         |
| 2017                                     | En cours | Denis Martin         | Maire de Deux-Montagnes              |         |
| Les données manquantes sont à compléter. |          |                      |                                      |         |

## Histoire

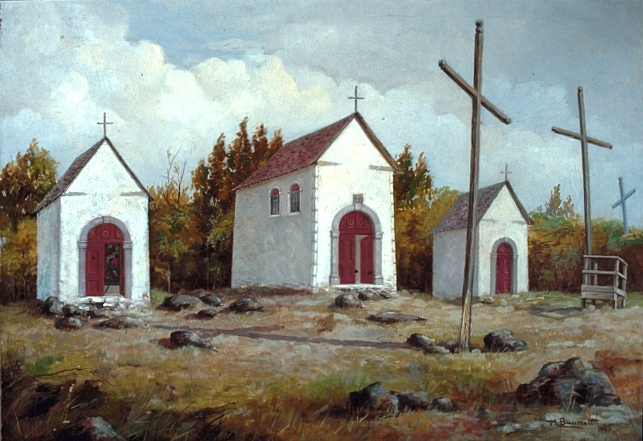
Calvaire d'Oka.

En Nouvelle-France, les seigneuries des Mille-Isles et du Lac-des-Deux-Montagnes sont créées en 1683 et en 1717 respectivement La MRC de Deux-Montagnes est constituée en 1983, succédant au comté du même nom,. En 1990, la crise d'Oka secoue la région. En 2020, la MRC crée un comité permanent de réconciliation avec le Conseil mohawk de Kanesatake.

### Héraldique
| Regrouper, Aménager, Harmoniser |
| ------------------------------- |

| L'écu de Deux-Montagnes se blasonne ainsi : D’azur, à deux monts d’or surmontés d’une croix du même ton et portant un calumet de paix au naturel à ses pieds, mouvant d’un lac d’azur ondé d’argent, en pointe.Les neuf étoiles d’or font référence aux neuf municipalités constituantes de la MRC. |

## Politique
Les électeurs de la MRC sont représentés à l'Assemblée nationale du Québec au sein des circonscriptions de Deux-Montagnes et de Mirabel,. Les circonscriptions fédérales sont Argenteuil—Papineau—Mirabel et Rivière-des-Mille-Îles.

## Éducation
La MRC est desservie par le Centre de services scolaire des Mille-Îles (anciennement la Commission scolaire de la Seigneurie-des-Mille-Îles), qui est l'un des quatre centres de services scolaires francophones des Laurentides. Celui-ci s'occupe de l'entretien, de l'emploi des enseignants, du transport scolaire et de l'enseignement des enfants, des adolescents, des jeunes adultes et des adultes de tous âges résidant dans la MRC.

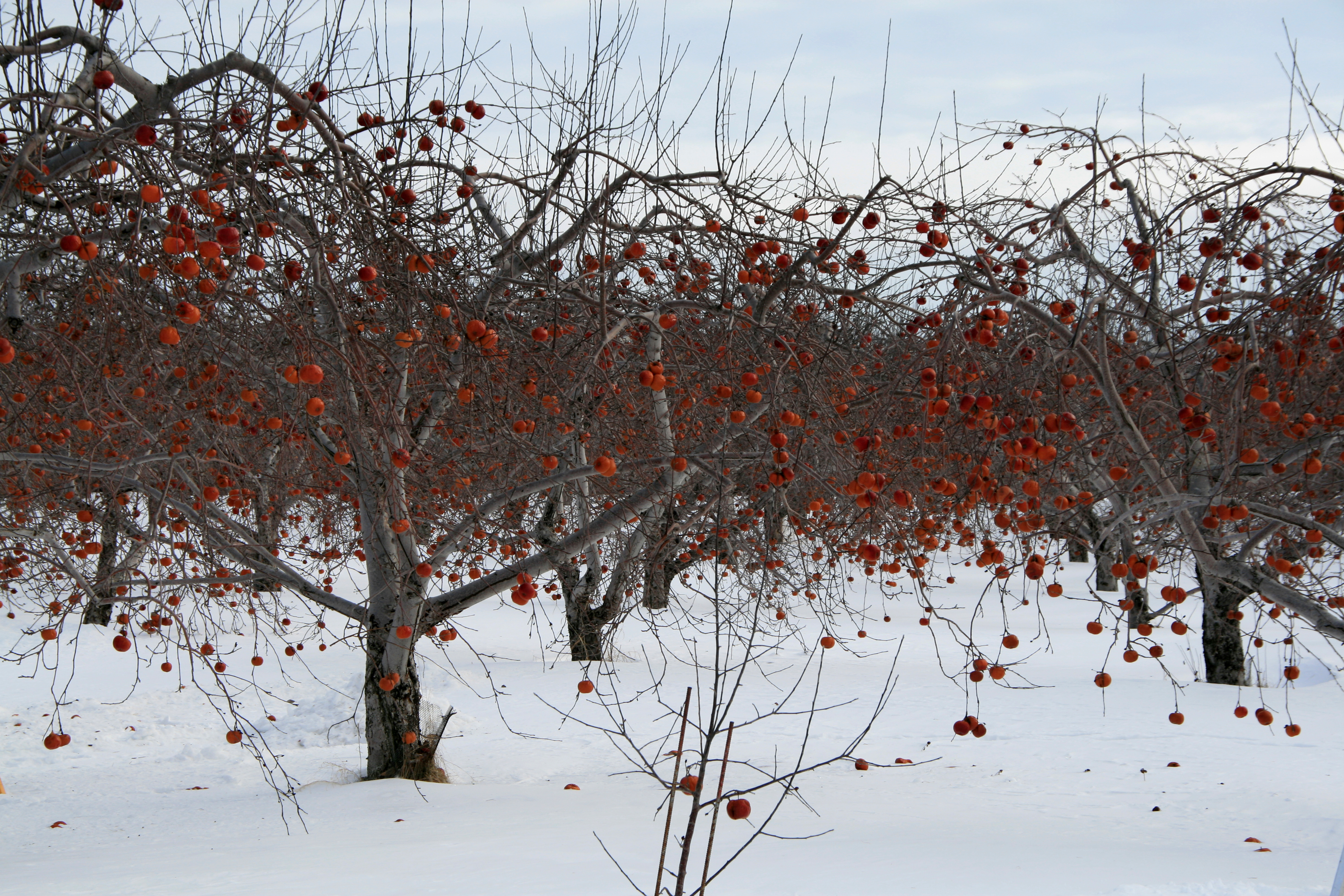
Verger de pommiers pour la fabrication du cidre de glace à Saint-Joseph-du-Lac.